# Fukumori Akito
Fukumori Akito (福森 晃斗, sinh ngày 16 tháng 12 năm 1992) là một cầu thủ bóng đá người Nhật Bản thi đấu cho Hokkaido Consadole Sapporo.

## Thống kê câu lạc bộ
Cập nhật đến ngày 23 tháng 2 năm 2018.
| Thành tích câu lạc bộ | Thành tích câu lạc bộ | Thành tích câu lạc bộ | Giải vô địch | Giải vô địch | Cúp                   | Cúp                   | Cúp Liên đoàn | Cúp Liên đoàn | Tổng cộng | Tổng cộng |
| Mùa giải              | Câu lạc bộ            | Giải vô địch          | Số trận      | Bàn thắng    | Số trận               | Bàn thắng             | Số trận       | Bàn thắng     | Số trận   | Bàn thắng |
| Nhật Bản              | Nhật Bản              | Nhật Bản              | Giải vô địch | Giải vô địch | Cúp Hoàng đế Nhật Bản | Cúp Hoàng đế Nhật Bản | J. League Cup | J. League Cup | Tổng cộng | Tổng cộng |
| --------------------- | --------------------- | --------------------- | ------------ | ------------ | --------------------- | --------------------- | ------------- | ------------- | --------- | --------- |
| 2011                  | Kawasaki Frontale     | J1 League             | 2            | 0            | 0                     | 0                     | 1             | 0             | 3         | 0         |
| 2012                  | Kawasaki Frontale     | J1 League             | 3            | 0            | 0                     | 0                     | 0             | 0             | 3         | 0         |
| 2013                  | Kawasaki Frontale     | J1 League             | 6            | 0            | 2                     | 0                     | 2             | 0             | 10        | 0         |
| 2014                  | Kawasaki Frontale     | J1 League             | 5            | 1            | 1                     | 0                     | 0             | 0             | 6         | 1         |
| 2015                  | Consadole Sapporo     | J2 League             | 39           | 4            | 2                     | 0                     | -             | -             | 41        | 4         |
| 2016                  | Consadole Sapporo     | J2 League             | 39           | 3            | 1                     | 0                     | -             | -             | 40        | 3         |
| 2017                  | Consadole Sapporo     | J1 League             | 33           | 3            | 1                     | 0                     | 3             | 1             | 37        | 4         |
| Tổng                  | Tổng                  | Tổng                  | 127          | 10           | 7                     | 0                     | 6             | 1             | 140       | 11        |